# Thomas D

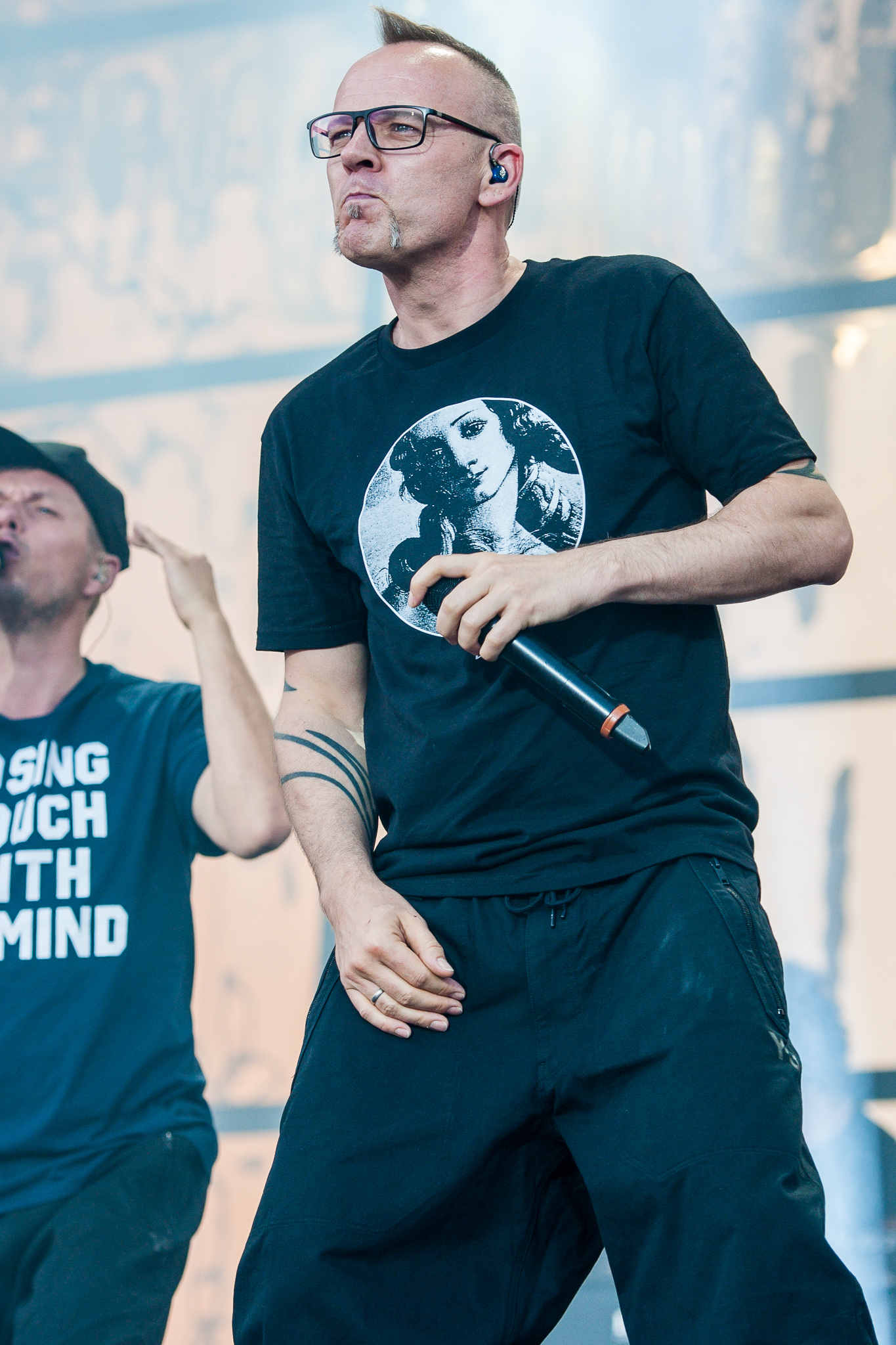
Thomas D bei Rock im Park 2014

Thomas D, eigentlich Thomas Dürr (* 30. Dezember 1968 in Stuttgart), ist Mitglied der deutschen Hip-Hop-Gruppe Die Fantastischen Vier. Er tritt auch solo auf.

## Leben

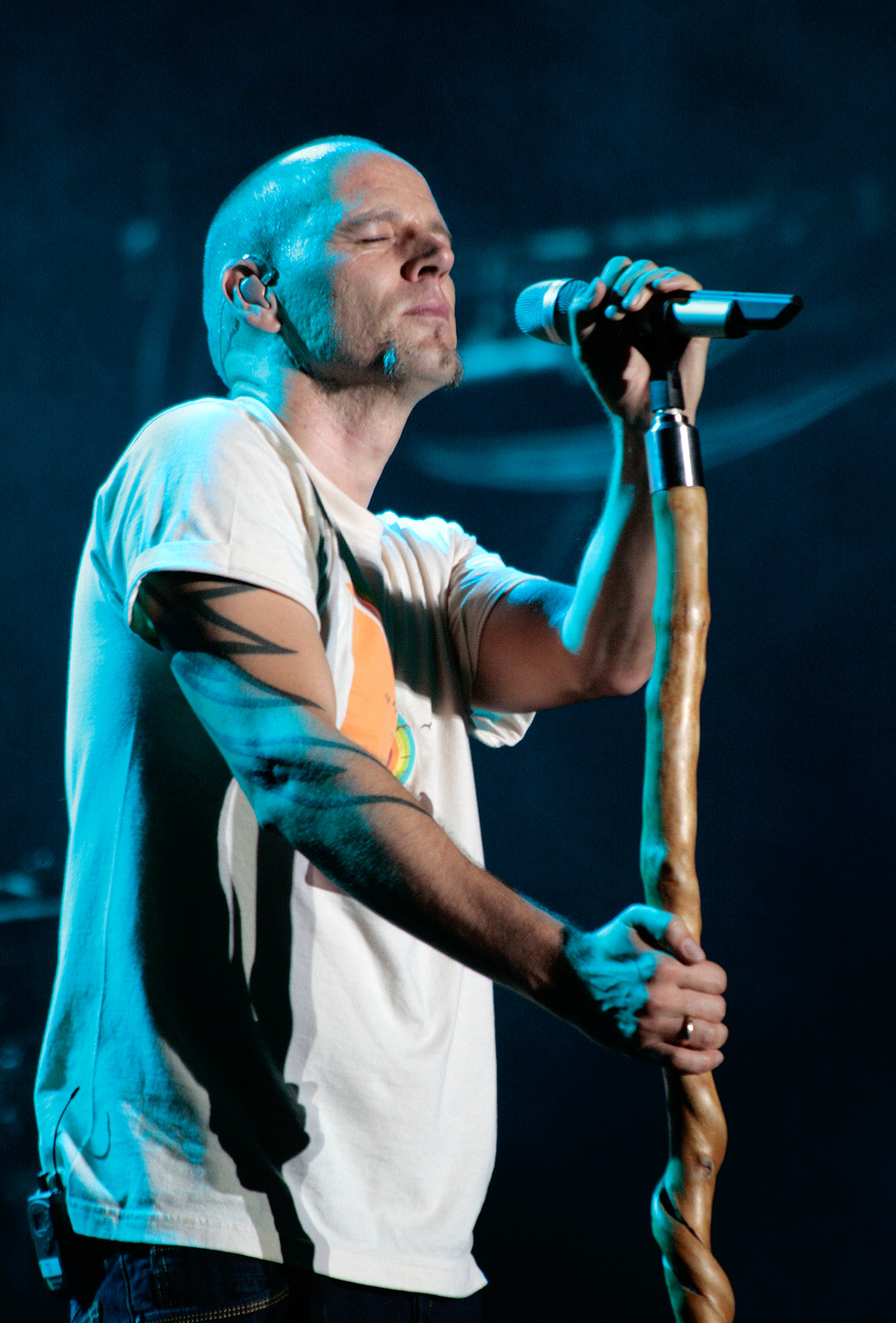
Thomas D am Donauinselfest 2009

Thomas Dürrs Großvater Julius war Fuhrunternehmer und Betreiber einer Tankstelle in Ditzingen, die seine Eltern Dieter (1938–2011) und Elisabeth 1968 vom Großvater übernahmen. Die Grundschule besuchte er in Ditzingen und Gerlingen. Nach seinem Realschulabschluss machte Dürr eine Ausbildung zum Friseur. Als er gelegentlich als Hausmeister arbeitete, gab er sich den Künstlernamen Hausmeister Thomas D.
Er ist verheiratet, hat eine Tochter (* 2003) und einen Sohn. Die Familie lebte mit anderen Musikern in der M.A.R.S („Moderne Anstalt Rigoroser Spakker“), einer Landkommune in der Nähe von Daun in der Eifel, wo „eine friedliche, spirituell orientierte, künstlerisch spontane und vegetarisch gesunde Lebensweise“ gelebt werden sollte. Die M.A.R.S.-Bewohner betrieben dort unter anderem das eigene Musiklabel Haus Erika Productions.
Im März 2025 gab Dürr in einem Podcast bekannt, er habe das Leben in der Kommune nach 25 Jahren aufgegeben und sei mit seiner Familie nach Hamburg gezogen.

## Karriere
Thomas D ist Mitglied der erfolgreichen deutschen Hip-Hop- und Rap-Band Die Fantastischen Vier. Daneben konnte er auch als Solokünstler unter dem Künstlernamen Thomas D mit seinen Alben Solo (1997) und Lektionen in Demut (2001) Erfolge verbuchen. Zu seinen bekanntesten Stücken zählen Rückenwind, Frisör, Liebesbrief und Solo (mit Nina Hagen) sowie das gemeinsam mit Franka Potente gesungene Stück Wish aus dem Film Lola rennt. Seine Solo-Veröffentlichungen sind bekannt für tiefgründige Texte mit philosophischen Inhalten. So versuchte er sich auch an einem Rap von mehreren Gedichten Schillers und Goethes. Neben den Fantastischen Vier war Thomas D auch Sänger und Texter der Band Son Goku, die 2002 mit dem Lied Alle für Jeden aus dem Album Crashkurs in die Charts kam.
Im Frühjahr 2005 wurde Thomas D Mentor des Rap-Projekts Junge Dichter und Denker. Am 12. September 2008 veröffentlichte er sein drittes Soloalbum Kennzeichen D. Als erste Single des neuen Albums veröffentlichte er im August Get On Board. Die zweite Single Vergiftet im Schlaf, die in dem Abspann des Kinofilms Der Tag, an dem die Erde stillstand Verwendung fand, erschien am 5. Dezember 2008. Um Weihnachten 2004 befand sich Thomas D mit seiner Familie in der thailändischen Urlaubsregion Khao Lak, als sich das verheerende Seebeben im Indischen Ozean ereignete und einen Tsunami auslöste. „Wir wurden viereinhalb Kilometer ins Landesinnere gespült und haben überlebt, das ist ein Wunder“, so Thomas D vier Jahre nach der Katastrophe. Er und seine Familie überlebten die Welle praktisch unverletzt. Dass er beinahe Opfer des Tsunamis geworden wäre, machte er erst 2008 ebenfalls im Zusammenhang mit dem Album Kennzeichen D öffentlich, auf dem das Lied An alle Hinterbliebenen zu finden ist.
Im Dezember 2008 trat Thomas D neben Smudo auch als Werbepartner für World of Warcraft in Erscheinung. Im Sommer 2010 suchte er im Auftrag der Deutschen Telekom Sänger für sein neues Lied. Mitte November erschien dieses unter dem Titel 7 Seconds. 2011 war Thomas D Jury-Präsident der Sendung Unser Star für Baku, einer Castingshow zur Wahl des deutschen Teilnehmers für den Eurovision Song Contest 2012.

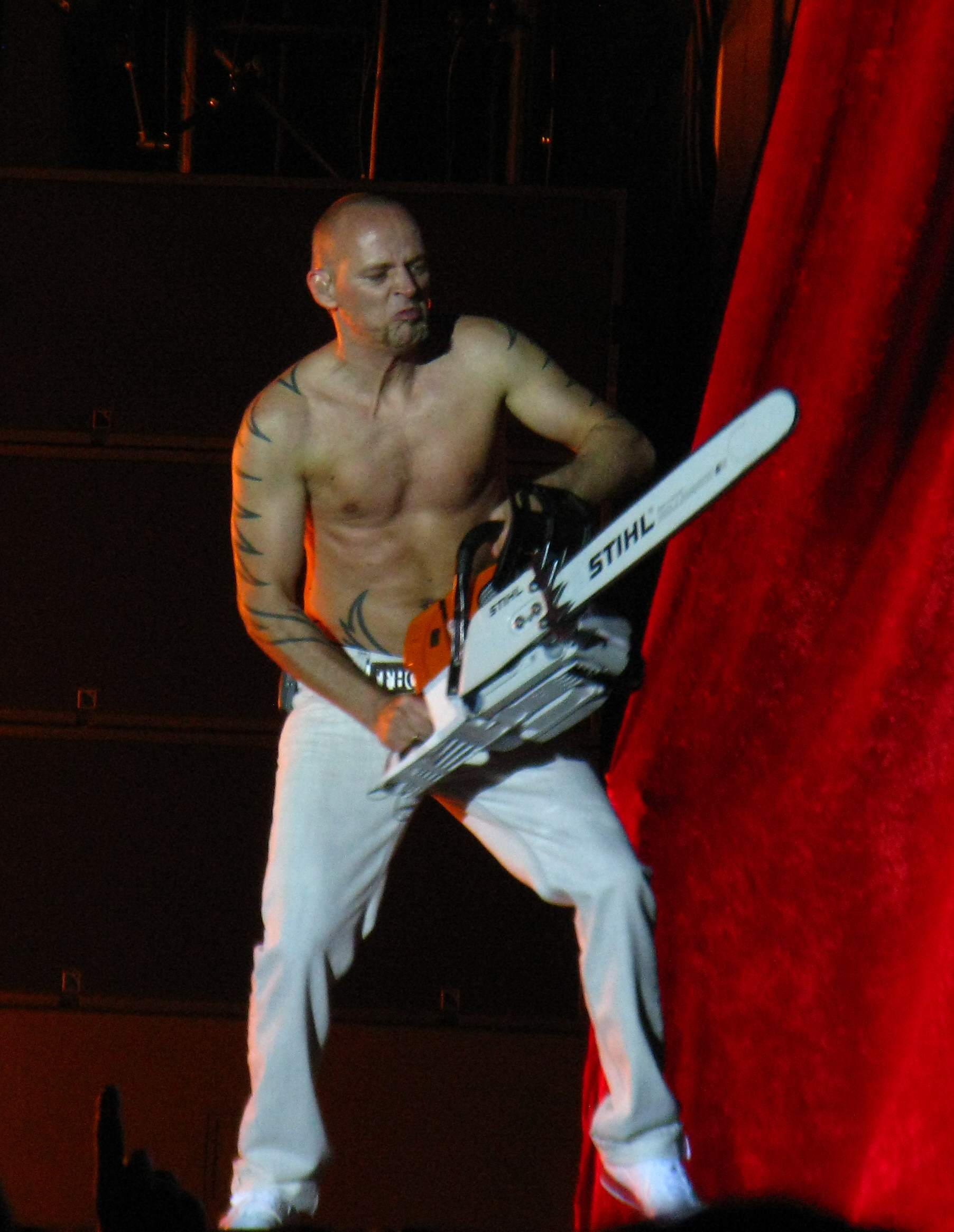
Thomas D beim Song Schizophren („Heimspiel“-Konzert der Fantastischen Vier, 2009)

2025 veröffentlichte er zusammen mit Flo Mega die sechs Titel umfassende EP Mega D.

## Soziales und ökologisches Engagement
Thomas D ist Vegetarier und lebt seit 2013 weitgehend vegan. Er unterstützt die Tierrechtsorganisation PETA, erntete aber Kritik, als er 2003 deren umstrittenen „Holocaust-Vergleich“ befürwortete. Zusammen mit dem Tierrechtskünstler und Illustrator Roland Straller entwickelte er 2008 das Konzept für eine „Avenging Animals Kollektion“ mit dem Namen Ich bin da – the VIP-Collection.
Thomas D setzt sich auch für den Klima- und Umweltschutz ein. Auf dem evangelischen Kirchentag 2009 in Bremen gab er für Brot für die Welt ein Konzert zum Thema „Für Gerechtigkeit und gegen Klimawandel“. Auch sein Lied „Gebet an den Planet“ behandelt dieses Thema. Seit Juli 2013 moderiert Thomas D die Informationssendung „Wissen vor acht – Natur“ im Ersten.
Am 17. September 2015 gab Thomas D zusammen mit Til Schweiger, Sigmar Gabriel, Jogi Löw und anderen Prominenten die Gründung der Til Schweiger Foundation bekannt, in der er sich zusammen mit anderen für die Belange von Flüchtlingskindern und anderen sozial benachteiligten Kindern und Jugendlichen engagieren will. Laut eigener Aussage hat sich Dürr bereits mit 100.000 Euro beteiligt. Als erstes Projekt ist die Unterstützung einer Erstaufnahmeeinrichtung in Osnabrück geplant.

## Auszeichnungen
- 1998: MTV Europe Music Awards MTV Select – Central mit Franka Potente für I wish
- 2005: Echo (mit den Fantastischen Vier)
- 2011: Green Lifestyle Award
- 2012: Brillenträger des Jahres
- 2013: Verdienstorden Baden-Württemberg[20]
- 2016: GreenTec Award Music

## Diskografie

### Studioalben
| Jahr | Titel                                     | Höchstplatzierung, Gesamtwochen, AuszeichnungChartplatzierungen (Jahr, Titel, Platzierungen, Wochen, Auszeichnungen, Anmerkungen) | Höchstplatzierung, Gesamtwochen, AuszeichnungChartplatzierungen (Jahr, Titel, Platzierungen, Wochen, Auszeichnungen, Anmerkungen) | Höchstplatzierung, Gesamtwochen, AuszeichnungChartplatzierungen (Jahr, Titel, Platzierungen, Wochen, Auszeichnungen, Anmerkungen) | Anmerkungen                                                 |
| Jahr | Titel                                     | DE | AT | CH | Anmerkungen                                                 |
| ---- | ----------------------------------------- | --- | --- | --- | ----------------------------------------------------------- |
| 1997 | Solo                                      | DE20 (41 Wo.)DE | AT26 (14 Wo.)AT | CH36 (2 Wo.)CH | Erstveröffentlichung: 31. Oktober 1997                      |
| 2001 | Lektionen in Demut                        | DE3 (18 Wo.)DE | AT3 (17 Wo.)AT | CH32 (12 Wo.)CH | Erstveröffentlichung: 7. Mai 2001                           |
| 2008 | Kennzeichen D                             | DE6 (6 Wo.)DE | AT16 (6 Wo.)AT | CH13 (5 Wo.)CH | Erstveröffentlichung: 12. September 2008                    |
| 2011 | Lektionen in Demut 11.0 – Reflektor Falke | DE30 (2 Wo.)DE | AT29 (3 Wo.)AT | CH71 (1 Wo.)CH | Erstveröffentlichung: 15. April 2011                        |
| 2013 | Aufstieg und Fall des Tommy Blank         | DE36 (3 Wo.)DE | AT66 (1 Wo.)AT | CH52 (1 Wo.)CH | Erstveröffentlichung: 20. Dezember 2013                     |
| 2021 | M.A.R.S Sessions                          | DE13 (1 Wo.)DE | — | — | Erstveröffentlichung: 30. Juli 2021 mit The KBCS            |
| 2024 | M.A.R.S Sessions II                       | — | — | — | Erstveröffentlichung: 3. Mai 2024 mit The KBCS              |
| 2025 | Mega D                                    | — | — | — | Erstveröffentlichung: 4. April 2025 mit Flo Mega & The KBCS |

### Singles
| Jahr | Titel Album                                     | Höchstplatzierung, Gesamtwochen, AuszeichnungChartplatzierungen (Jahr, Titel, Album, Platzierungen, Wochen, Auszeichnungen, Anmerkungen) | Höchstplatzierung, Gesamtwochen, AuszeichnungChartplatzierungen (Jahr, Titel, Album, Platzierungen, Wochen, Auszeichnungen, Anmerkungen) | Höchstplatzierung, Gesamtwochen, AuszeichnungChartplatzierungen (Jahr, Titel, Album, Platzierungen, Wochen, Auszeichnungen, Anmerkungen) | Anmerkungen                                                   |
| Jahr | Titel Album                                     | DE | AT | CH | Anmerkungen                                                   |
| ---- | ----------------------------------------------- | --- | --- | --- | ------------------------------------------------------------- |
| 1997 | Rückenwind Solo                                 | DE37 (18 Wo.)DE | — | — | Erstveröffentlichung: 4. November 1997                        |
| 1998 | Solo                                            | DE15 (12 Wo.)DE | AT26 (11 Wo.)AT | CH36 (4 Wo.)CH | Erstveröffentlichung: 9. März 1998 mit Nina Hagen             |
| 1998 | Wish (Komm zu mir) Lola rennt (Soundtrack)      | DE5 Gold · (20 Wo.)DE | AT12 (10 Wo.)AT | CH2 (12 Wo.)CH | Erstveröffentlichung: 7. Juli 1998 mit Franka Potente         |
| 1998 | Frisör Solo                                     | DE85 (4 Wo.)DE | — | — | Erstveröffentlichung: 1998 mit Udo Schöbel                    |
| 2000 | Liebesbrief Four Elements                       | DE9 (12 Wo.)DE | AT41 (14 Wo.)AT | CH6 (13 Wo.)CH | Erstveröffentlichung: 14. Februar 2000                        |
| 2001 | Uns trennt das Leben Lektionen in Demut         | DE44 (7 Wo.)DE | AT47 (5 Wo.)AT | — | Erstveröffentlichung: 2001                                    |
| 2001 | Gebet an den Planet Lektionen in Demut          | — | — | — | Erstveröffentlichung: 2001                                    |
| 2005 | Die Nacht... du bist nicht allein Tag und Nacht | — | — | — | Erstveröffentlichung: 14. Oktober 2005 Schiller mit Thomas D. |
| 2008 | Get On Board Kennzeichen D                      | — | — | — | Erstveröffentlichung: 2008                                    |
| 2008 | Vergiftet im Schlaf Kennzeichen D               | — | — | — | Erstveröffentlichung: 2008                                    |
| 2010 | Million Voices (7 Seconds) –                    | DE16 (12 Wo.)DE | AT64 (1 Wo.)AT | — | Erstveröffentlichung: 26. November 2010                       |
| 2013 | Sirenen Aufstieg und Fall des Tommy Blank       | — | — | — | Erstveröffentlichung: 2013 feat. Exclusive                    |
| 2014 | Hurensöhne Aufstieg und Fall des Tommy Blank    | — | — | — | Erstveröffentlichung: 2013 feat. Alin Coen                    |

### Gastbeiträge
- 1994: THC – Wolpodzilla feat. Thomas D.
- 1995: Thomas D & Aleksey sind Funky – Aleksey feat. Thomas D.
- 1995: Seid ihr B.reit? – Plattenpapst Jöak feat. Thomas D.
- 1995: Rohes Fest – Megalomaniax feat. Thomas D.
- 1998: Home of Da Freaks – Bootsy Collins feat. Thomas D.
- 1998: Hasta La Vista – Matalex feat. Thomas D.
- 1998: Leben – Such a Surge feat. Thomas D.
- 2000: Ja, Ja – is klar – Plattenpapzt feat. Thomas D.
- 2000: Komm wieder Her (Haus Erika Rimix) – Knorkator feat. Thomas D.
- 2002: The Kinski Files – Gesucht wird Jesus Christus Klaus Kinski feat. Thomas D.
- 2002: Hommage an Reinhard Mey – Erbarme Dich Reinhard Mey feat. Thomas D.
- 2003: Ave Maria – In Extremo feat. Thomas D.
- 2003: Der Ultimative Mann (Haus Erika Productions Remix) – Knorkator feat. Thomas D.
- 2003: Was mir der Dichter Luis Rosalez in etwa erzählte; Abendland; Die wahren Abenteuer sind im Kopf – André Heller feat. Thomas D.
- 2004: Demons and Dragons; Independent Woman – Manfred Mann feat. Thomas D.
- 2005: Stefan Zweig – The World Quintet feat. Thomas D.
- 2006: Verdamp lang her – BAP feat. Thomas D.
- 2006: Gestern Abend (Du und Ich) (Haus Erika Mix) – Stephan Remmler feat. Thomas D.
- 2015: Ist gut, Mensch – von Brücken feat. Thomas D.
- 2017: Zeit – Seven feat. Thomas D.
- 2019: Zu kurz – Knorkator feat. Thomas D., AnNa R. & Damion Davis

## Filmografie
- 1998: Curiosity & The Cat
- 1998: Thomas D – 500 Tage Solo
- 2003: Soloalbum
- 2005: Madagascar (dt. Synchronstimme von Kowalski)
- 2008: Madagascar 2 (Madagascar: Escape 2 Africa, dt. Synchronstimme von Kowalski)
- 2012: Madagascar 3: Flucht durch Europa (Madagascar 3: Europe’s Most Wanted, dt. Synchronstimme von Kowalski)
- seit 2013: Wissen vor acht (Themengebiet Natur)
- 2014: Die Pinguine aus Madagascar (Penguins of Madagascar, dt. Synchronstimme)
- 2019: Wer 4 sind (Dokumentarfilm)

## Hörspiele/-bücher
- 2004: Thomas D vs. Bela B. – Faust vs. Mephisto
- 2005: Die Rede des Häuptling Seattle